# Haloarcula
Haloarcula ist eine Gattung extrem halophiler Archaeen, die heute meist in eine neue Familie Haloarculaceae gestellt wird, statt sie wie herkömmlich der Familie Halobacteriaceae zuzuordnen (beide Familien gehören zur Ordnung Halobacteriales der Euryarchaeota). Haloarcula-Arten sind in neutralen salzhaltigen Umgebungen wie Salzseen, Meeressalinen und salzhaltigen Böden zu finden. Wie andere Mitglieder ihrer Familie benötigen die Archaeen von Haloarcula mindestens 1,5 ᴍ (mol/ℓ) NaCl für ihr Wachstum und wachsen optimal bei 2,0 bis 4,5 ᴍ NaCl.
Die Arten (Spezies) der Gattung Haloarcula sind gramnegativ und extrem halophil, dabei können sie verschiedene Kohlenstoffquellen nutzen. Sie unterscheiden sich von anderen Gattungen der Halobacteriaceae durch das Vorhandensein spezifischer Derivate des polaren Lipids TGD-2 (Trigalactosyl-Diacyl-Glycerol-2). Der G+C-Gehalt der genomischen DNA liegt zwischen 62,7 und 68,0 %.
Typusart ist Haloarcula vallismortis, eine Spezies mesophiler (mäßig thermophiler, d. h. hitzeliebender) Archaeen, erstmals isoliert aus Salzbecken im Death Valley im US-Bundesstaat Kalifornien. Sie wurde ursprünglich als Halobacterium vallismortis González et al. 1979 der Gattung Halobacterium zugeordnet, aber 1986 von Marina Torreblanca et al. als Typusart (zusammen mit anderen Arten) in die neu geschaffene Gattung Haloarcula gestellt.

## Arten
Die gegenwärtig (Februar 2022) akzeptierte Taxonomie der Gattung basiert auf folgenden Quellen:
- B – Bacterial Diversity (BacDive), Deutsche Sammlung von Mikroorganismen und Zellkulturen (DSMZ)[3]
- L – List of Prokaryotic names with Standing in Nomenclature (LPSN), Deutsche Sammlung von Mikroorganismen und Zellkulturen (DSMZ)[4]
- C – Catalogue for Life[11]
- N – National Center for Biotechnology Information (NCBI)[1]
- W – World Register of Marine Species (WoRMS)[5]

sowie Oren et al. (2014):
Es gibt nach der LPSN derzeit 12 gültig publizierte Spezies;
in der LPSN nicht geführte oder dort als nicht gültig publiziert gekennzeichnete Arten sind in Anführungszeichen gesetzt.
Gattung: Haloarcula Torreblanca et al. 1986 (B,L,N), syn. "Haloarcula" Javor et al. 1982 (N), Haloarcula Torreblanca et al. 1986 emend. Oren et al. 2009 (N) bzw. (Torreblanca, Rodriquez-Valera, Juez, Ventosa, Kamekura & Kates, 1986) emend. Oren, Arahal & Ventosa, 2009 (W)
- Spezies „Haloarcula aidinensis“ Zhou et al. 1994 (B,L,N)
- Spezies „Haloarcula algeriensis“ (N)
- Spezies Haloarcula amylolytica Yang et al. 2007 (B,L,N)
- Spezies Haloarcula argentinensis Ihara et al. 1997 (B,L,C,N)
- Spezies „Haloarcula californiae“ Torreblanca et al. 1986[2] (B,L,N) bzw. Javor et al. 1982[13] (L)
- Spezies Haloarcula hispanica Juez et al. 1986[14][15][16][17] (B,L,C,N)
- Spezies Haloarcula japonica Takashina et al. 1991[18] (B,L,C,N)
- Spezies Haloarcula mannanilytica Enomoto et al. 2020 (B,L,N)
- Spezies Haloarcula marismortui (ex Volcani 1940) Oren et al. 1990 (B,L) bzw. (ex Elazari-Volcani 1940) Oren et al., 1990 (C,N) bzw. Elazari-Volcani, 1940 (N,W)[19][20][21][22] – alias Flavobacterium (Halobacterium) maris-mortui (N)[23]
- Spezies „Haloarcula morrhuae“ Torreblanca et al. 1986[2] (L)
- Spezies Haloarcula quadrata Oren et al. 1999[6] (B,L,C,N)
- Spezies „Haloarcula rubripromontorii“ Sanchez-Nieves et al. 2016 (L,N)
- Spezies Haloarcula salaria Namwong et al. 2011 (B,L,N)
- Spezies Haloarcula sebkhae Barreteau et al. 2019 (B,L,N)
- Spezies „Haloarcula siamensis“ (N)
- Spezies Haloarcula sinaiiensis Torreblanca et al. 1986[2] (B,L) bzw. Javor et al. 1982[13] (L) bzw. (ex Javor et al. 1982) Torreblanca et al. 1986 (N)
- Spezies „Haloarcula taiwanensis“ Chen et al. 2018 (L,N)
- Spezies Haloarcula tradensis Namwong et al. 2011 (B,L,N)
- Spezies Haloarcula vallismortis (González et al. 1979) Torreblanca et al. 1986[2] (B,L,C,N) – ursprünglich Halobacterium vallismortis González et al. 1979[9] – Typus (L)
- weitere ca. 385 Stämme, die mögliche Spezies darstellen mit vorläufigen Bezeichnungen[24] (N)

Ausgliederung(en):
- Haloarcula mukohataei Ihara et al. 1997 (L,C) zu Halomicrobium mukohataei (Ihara et al. 1997) Oren et al. 2002 (B,L,C)

## Etymologie
Der Gattungsname Haloarcula leitet sich ab von altgriechisch ἅλς háls, deutsch ‚Salz, Meer‘, Genitiv halos; und von lateinisch arcula, deutsch ‚Kästchen‘, englisch small box; bedeutet also „Salz (benötigendes) Kästchen“.
Bedeutung einiger der Art-Epitheta:
- californiae ist neulateinischer Genitiv mit Bedeutung „Kaliforniens“
- hispanica ist lat. fem. Adjektiv mit Bedeutung „zu Spanien gehörig“ oder „spanisch“.[4]
- japonica ist neulateinisch für „zu Japan gehörig“ oder „japanisch“
- marismortui leitet sich ab von lateinisch maris ‚des Meeres‘ und mortuus ‚tot‘, bedeutet somit „Totes Meer“.
- quadrata ist lateinisch fem. für „quadratisch“.
- vallismortis leitet sich ab vom lat. Genitiv vallis ‚des Tales‘ und mortis ‚des Todes‘, bedeutet also „vom Tal des Todes (Death Valley)“

## Haloarcula vallismortis
H. vallismortis ist die Typusart der Gattung Haloarcula.
Diese Spezies (Art) mesophiler (mäßig thermophiler, d. h. hitzeliebender), aber extrem halophiler (salzverträglicher) Archaeen wurde Ende der 1970er Jahre erstmals isoliert aus Salzbecken im Death Valley, USA (Referenzstamm J.F. 54 alias ATCC 29715 oder DSM 3756). Sie wurde von Carmen Gonzalez et al. zunächst als Spezies Halobacterium vallismortis González et al. 1979 der (damals noch unter den Bakterien statt Archaeen klassifizierten) Gattung Halobacterium zugeordnet. wurde sie 1986 von Marina  Torreblanca et al. als Typusart (zusammen mit einigen anderen Arten) in die neu geschaffene Gattung Haloarcula gestellt.
Die Zellen des Referenzstammes wurden beschrieben als motile (bewegliche), gramnegative, extrem pleomorphe (vielgestaltige) Organismen. Sie sind aerob, aber fakultativ anaerob. Eine Vielzahl von Kohlenhydraten wird mit oder ohne Säureproduktion assimiliert, lösliche Stärke wird hydrolysiert. Der Organismus ist nicht proteolytisch, aber es gibt Katalase, Oxidase- und DNase-Reaktionen.
Polysorbat 20 (Tween 2) wird leicht hydrolysiert, die Polysorbate (Tweens) 40, 60 und 80 jedoch nicht. Nitrate werden unter Gasbildung zu Nitriten reduziert, Nitrite werden aber nicht weiter reduziert.
Die optimale Wachstumstemperatur liegt bei 40 °C. Das Wachstum wird durch Bacitracin und Novobiocin gehemmt.
Es sind auch Viren bekannt, die diese Spezies parasitieren (s. u.).

## Haloarcula hispanica
H. hispanica wurde 1986 im Zug einer umfassenden Studie über extrem halophile Halobacteria in Spanien aus einem Salzgarten (englisch solar saltern) isoliert. Der Referenzstamm Y27 (alias ATCC 33960) wurde 1989 als neue Art Haloarcula hispanica anerkannt; dabei wurde auch der Stamm MA2.38 (alias ATCC 33959) als ebenfalls neue Art Haloferax gibbonsii registriert. Ein weiterer 2014 untersuchter Stamm dieser Spezies ist N601.
H. hispanica wird häufig im Labor gezüchtet, um diese Spezies parasitierende Viren wie das SH1-Virus (Spezies Haloarcula hispanica virus SH1 aus der Familie Sphaerolipoviridae) zu untersuchen (siehe auch §Viren).
Der Grund dafür ist seine geringe Restriktionsaktivität im Vergleich zu anderen Mitgliedern seiner Familie Halobacteriaceae. Daher wurde H. hispanica als Modellarchaeon für solche und andere Studien zu verwenden.
Neben der Untersuchung von Wirt (Biologie)-Virus-Interaktionen in salzhaltiger Umgebung wurden auch die Stoffwechselwege von H. hispanica untersucht. Insbesondere besitzt H. hispanica Stamm N601 die Fähigkeit, unter sonst nährstofflimitierenden Bedingungen Polyhydroxyalkanoate (PHAs) herzustellen, falls ein Überschuss an Kohlenstoff vorliegt. PHAs sind wichtig für die Speicherung von Kohlenstoff und Energie. Darüber hinaus wurden Studien durchgeführt, um den Schwefel-Stoffwechselweg zu kartieren und die Biosynthese von Aminosäuren zu erkennen.
Das Genom des Referenzstamms Y27 alias (ATCC 33960) besteht aus zwei ringförmigen DNA-Doppelsträngen, als Chromosom 1 und 2 bezeichnet. Auch ein Plasmid wurde sequenziert, pHH400.

## Haloarcula quadrata
H. quadrata wurde erstmals bei Versuchen isoliert, das bis 2004 als unkultivierbar geltende Haloarchaeon Haloquadratum walsbyi („Walsby-Bakterium“, korrekter wäre Walsby-Archaeon) zu kultivieren. Die Zellen von H. quadrata haben ähnlich wie die Walsby-Haloarchaeen eine überwiegend quadratische, flache, etwas pleomorphe (unregelmäßige) Gestalt (en. predominantly flat, square-shaped, somewhat pleomorphic). Der Referenzstamm von H. quadrata, 801030/1 (alias ATCC 700850 oder DSM:11927), wurde einem Solebecken (en. brine pool) auf der Sinai-Halbinsel in Ägypten entdeckt. Dies war einer der ersten Stämme von Prokaryoten, deren Zellen eine flache, kastenförmige Form zeigen. Die Klassifizierung als Haloarcula-Spezies erfolgte aufgrund ihrer polaren Lipidzusammensetzung.
Die Spezies (d. h. ihr Referenzstamm) ist mesophil (d. h. bevorzugt mittlere Hitze). Die Zellen sind motil, sie bewegen sich mit Hilfe von einzelnen oder mehreren Geißeln. Es fehlen Gasvakuolen.

## Haloarcula japonica
H. japonica ist eine 1990 isolierte (1991 veröffentlichte) Spezies extrem halophiler Archaeen aus einem japanischen Salinenboden auf der Noto-Halbinsel, Japan. Dieser Organismus hat unter normalen Wachstumsbedingungen eine typische dreieckige Form. Der Referenzstamm ist TR-1 (alias ATCC 49778 oder DSM 6131) In einer 2014 veröffentlichten Studie untersuchten Rie Yatsunami et al. die Carotinoide dieser Art. Es sind auch Viren bekannt, die diese Spezies parasitieren (s. u.).

## Haloarcula californiaeundH. sinaiiensis
H. californiae ist ein mesophiles (mittlere Temperaturbereiche bevorzugendes) Archaeon, dessen Referenzstamm BJGN-2 (alias JCM 8912 oder ATCC 33799) aus der Sole einer Saline in Guerrero Negro (GN, Niederkalifornische Halbinsel, Baja California) isoliert wurde. Die Erstbeschreibung stammt aus dem Jahr 1982 von Barbara Javor et al.
Damals wurden drei morphologisch ähnliche Stämme halophiler, kastenförmiger Prokaryonten wurden aus Solen isoliert, die sich auf der Sinai, in Niederkalifornien (Baja California, Mexiko) und in Südkalifornien (Südkalifornien) befinden. Obwohl die Isolate in ihrer Morphologie den quadratischen „Walsby-Bakterien“ (korrekt: Walsby-Haloarchaeen, Haloquadratum walsbyi) ähnelten, welche in den Solen des Roten Meeres und von Baja California vorherrschen, wurden sie als von diesen verschieden charakterisiert. Die Zellen weisen die allgemeinen Merkmale von extremen Halophilen und Archaeen auf. Sie enthalten Pigmente, die dem Bakteriorhodopsin ähneln und offenbar die lichtgesteuerte Protonenpumpe (en. light-driven ion translocation) und Photophosphorylierung vermitteln. Im Jahr 1986 erfolgte dann eine erneute Beschreibung der Art als Mitglied der neuen Archaeen-Gattung Haloarcula durch Marina Torreblanca et al. Es sind Viren bekannt, die diese Spezies parasitieren (s. u.)

Die Typusprobe von H. sinaiiensis wurde ebenfalls 1982 von Barbara Javor et al geborgen aus der Saline (arabisch سبخة Sabkha, auch Sabcha oder Sebkha, DMG Sabḫa) Gavish (ar. جافيش), benannt nach dem Erforscher solcher Solebecken, Eliezer Gavish (1937–1981). Diese Saline, früher auch englisch Nabq sea-marginal pool genannt, ist Teil des Nabeq-Naturschutzgebiets (en. Nabq Protected Area) auf der Sinai-Halbinsel nördlich von Scharm El-Scheich am Golf von Akaba. Der Referenzstamm ATCC 33800 wird daher auch kurz als SG (für Sabkha Gavish) bezeichnet. Auch diese Spezies wurde 1986 von Marina Torreblanca et al erneut beschrieben als Mitglied der Archaeen-Gattung Haloarcula.

## Viren
Derzeit sind alle bekannten Viren, die  Haloarcula-Spezies infizieren, DNA-Viren; das gilt sowohl für die vom International Committee on Taxonomy of Viruses (ICTV) bestätigen, als auch für alle weiteren vorgeschlagenen und beim National Center for Biotechnology Information (NCBI) Taxonomy Browser gelisteten Virusarten. Sie gehören aber drei verschiedenen Realms an; in diesen Realms jeweils einer einzigen Klasse:
- Realm Varidnaviria
  - Klasse (Biologie) Laserviricetes, Ordnung Halopanivirales, Familie Sphaerolipoviridae
    - Gattung Alphasphaerolipovirus (früher Halosphaerovirus)
      - Spezies „Haloarcula-Virus HCIV1“ (wissenschaftlich „Haloarcula virus HCIV1“)
        - Haloarcula californiae icosahedral virus 1 (HCIV-1)

      - Spezies Haloarcula hispanica icosahedral virus 2[37]
      - Spezies PH1-Virus (wiss. Haloarcula hispanica virus PH1)[38]
      - Spezies SH1-Virus (wiss. Haloarcula hispanica virus SH1)[39][26]

- Realm Monodnaviria[40][41]
  - Klasse Huolimaviricetes, Ordnung Haloruvirales, Familie Pleolipoviridae
    - Gattung Alphapleolipovirus
      - Spezies Alphapleolipovirus italiense (früher Alphapleolipovirus HHPV1, Haloarcula virus HHPV1)
        - Haloarcula hispanica pleomorphic virus 1 (HHPV-1)

      - Spezies Alphapleolipovirus huluense (früher Alphapleolipovirus HHPV2, Haloarcula virus HHPV")
        - Haloarcula hispanica pleomorphic virus 2 (HHPV-2)

    - Gattung Betapleolipovirus
      - Spezies Betapleolipovirus thailandense (früher Betapleolipovirus HHPV3, Haloarcula virus HHPV3)
        - Haloarcula hispanica pleomorphic virus 3 (HHPV-3)

      - Spezies Betapleolipovirus italiense (früher Betapleolipovirus HHPV4, Haloarcula virus HHPV4)
        - Haloarcula hispanica pleomorphic virus 4 (HHPV-4)

    - Gattung Gammapleolipovirus
      - Spezies Gammapleolipovirus australiense (früher Gammapleolipovirus His2, Haloarcula virus His2)
        - His2-Virus (wiss. His2 virus alias Halovirus His2, His2V)

      - Spezies Gammapleolipovirus hardyense (früher Haloarcula virus Hardyhisp2, Haloarcula hispanica virus Hardyhisp2)
        - Haloarcula-Virus Hardyhisp2 (HH2)

    - Keiner Gattung zugewiesene Vorschläge innerhalb dieser Familie:
      - Spezies „Haloarcula-Virus Harhisp1“  (wiss. „Haloarcula virus Harhisp1“)

  - Klasse Caudoviricetes, Ordnung Thumleimavirales, Familie Hafunaviridae, Morphotyp Myoviren
    - Gattung Haloferacalesvirus (alias Hfunalikevirus)
      - Spezies „Haloarcula-Virus HCTV-6“ (wiss. „Haloarcula virus HCTV-6“)
      - Spezies „Haloarcula-Virus HCTV-7“ (wiss. „Haloarcula virus HCTV-7“)
      - Spezies „Haloarcula-Virus HCTV-8“ (wiss. „Haloarcula virus HCTV-8“)
      - Spezies „Haloarcula-Virus HCTV-9“ (wiss. „Haloarcula virus HCTV-9“)
      - Spezies „Haloarcula-Virus HCTV-10“ (wiss. „Haloarcula virus HCTV-10“)
      - Spezies „Haloarcula-Virus HCTV-11“ (wiss. „Haloarcula virus HCTV-11“)
      - Spezies „Haloarcula-Virus HCTV-15“ (wiss. „Haloarcula virus HCTV-15“)
      - Spezies „Haloarcula-Virus HJTV-1“ (wiss. „Haloarcula virus HJTV-1“)
      - Spezies „Haloarcula-Virus HJTV-2“ (wiss. „Haloarcula virus HJTV-2“)
      - Spezies „Haloarcula-Virus HJTV-3“ (wiss. „Haloarcula virus HJTV-3“)

  - Klasse Caudoviricetes, Ordnung Kirjokansivirales, Familie Pyrstoviridae, Morphotyp Siphoviren
    - Gattung Hatrivirus
      - Spezies Hatrivirus HATV3 (früher Haloarcula tailed virus 3)

  - Klasse Caudoviricetes, Ordnung Kirjokansivirales, Familie Shortaselviridae, Morphotyp Podoviren
    - Gattung Lonfivirus
      - Spezies Lonfivirus HSTV1 (früher Haloarcula sinaiiensis tailed virus 1)

  - Klasse Caudoviricetes, Ordnung nicht zugewiesen, Familie Madisaviridae, Morphotyp Siphoviren
    - Gattung Clampvirus
      - Spezies Clampvirus HHTV1 (mit Haloarcula hispanica tailed virus 1, HHTV-1)

  - Klasse Caudoviricetes: Nicht näher zugewiesene Vorschläge innerhalb dieser Klasse (Stand 16. Juli 2022):

-   - Spezies „Haloarcula-Virus HCTV-16“ (wiss. „Haloarcula virus HCTV-16“)
  - Spezies „Haloarcula-Virus HVTV-2“ (wiss. „Haloarcula virus HVTV-2“)

Anmerkungen:
1. Vom ICTV unbestätigte, aber im NCBI Taxonomy Browser gelistete Kandidaten sind in Anführungszeichen wiedergegeben.
2. Meist ist an der Namensgebung erkenntlich, ob der erste nachgewiesen (natürliche?) Wirt H. californiae, H. hispanica, H. japonica oder H. vallismortis ist.
3. Beispielsweise ist Alphapleolipovirus HHPV1[35] eine ICTV-bestätigte Spezies doppelsträngiger DNA-Viren. Ihr Wirt ist H. hispanica.[15] Die Viren dieser Spezies verfügen über eine Reihe spezifischer Merkmale, die sich von allen zuvor beschriebenen Viren unterscheiden.[42][43] Die Virusteilchen (Virionen) verlassen den Wirt ohne Lyse, was auf einen Knospungsmechanismus schließen lässt.[15]
4. Die obige Liste beinhaltet keine Aussage über die Wirtsspezifität, diese ist bei Vertretern der Caudoviricetes aber meist hoch; aber im Allgemeinen können von einem der obigen Viren unter Umständen auch andere Stämme derselben Wirtsspezies, -gattung oder gar -familie befallen werden.

## Weiterführende Literatur
- Marina Torreblanca, Francisco Rodriguez-Valera, Guadalupe Juez, Antonio Ventosa, Masahiro Kamekura, Morris Kates: Classification of non-alkaliphilic halobacteria based on numerical taxonomy and polar lipid composition, and description of Haloarcula gen. nov. and Haloferax gen.nov. In: Syst. Appl. Microbiol. 8. Jahrgang, Nr. 1–2, Juli 1986, S. 89–99, doi:10.1016/s0723-2020(86)80155-2. PDF.
- Aharon Oren, Antonio Ventosa: International Committee on Systematic Bacteriology Subcommittee on the taxonomy of Halobacteriaceae. Minutes of the meetings, 16 August 1999, Sydney, Australia. In: Int. J. Syst. Evol. Microbiol. 50. Jahrgang, Nr. 3, 2000, S. 1405–1407, doi:10.1099/00207713-50-3-1405, PMID 10843089.
- Barbara Javor, Carol Requadt, Walther Stoeckenius: Box-shaped halophilic bacteria. In: J. Bacteriol. 151. Jahrgang, Nr. 3, September 1982, S. 1532–1542, doi:10.1128/jb.151.3.1532-1542.1982, PMID 6286602, PMC 220435 (freier Volltext).